# Brigitte Wagner
Brigitte Wagner (ur. 22 listopada 1983) – niemiecka zapaśniczka walcząca w stylu wolnym. Olimpijka z Aten 2004, gdzie zajęła szóste miejsce w kategorii 48 kg. Pięciokrotna uczestniczka mistrzostw świata, złota medalistka w 2002 i brązowa w 2001. Piąta w 2006. Czterokrotna medalistka mistrzostw Europy, złoto w 2003, srebro w 2002 i 2004 a brąz w 2007. Szósta w Pucharze Świata w 2007. Mistrzyni świata juniorów w 2001 i Europy w 2002 roku.
- Turniej w Atenach 2004

W pierwszej rundzie pokonała Kanadyjkę Lyndsay Belisle i przegrała z Japonką Chiharu Ichō. W ćwierćfinale zwyciężyła Mongolkę Cogtbadzaryn Enchdżargal a w rundzie finałowej uległa Rosjance Łorisie Oorżak.